# Antiprotestantesimo

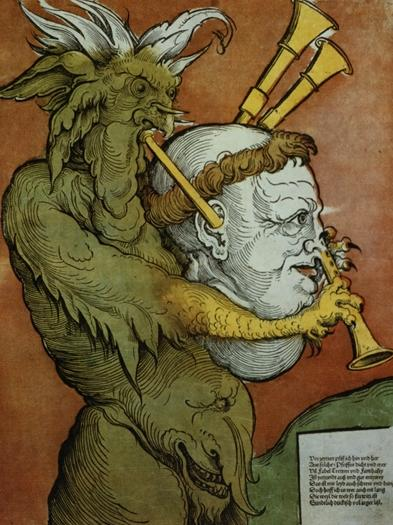
Lutero come la Cornamusa del Diavolo, incisione su legno di Eduard Schoen, 1535 ca. Castello di Friedenstein, Gotha, Germania.

L'antiprotestantesimo è l'opposizione ideologica, critica, istituzionale o anche solo pregiudiziale nei confronti del protestantesimo e, per estensione, di tutte le chiese aderenti alla Riforma protestante.
Tradizionalmente, l'antiprotestantesimo era praticato (e continua a essere in misura minore) dalla Chiesa cattolica dopo lo scisma di Martin Lutero, essendo quest'ultimo un critico nei confronti della Chiesa di Roma, specie di usanze come la simonia, il culto dei santi, l'intercessione presso i morti, la plenitudo potestatis, la teoria del purgatorio e il mercato delle indulgenze; nonostante ciò, tale sentimento nel tempo è entrato a far parte anche dell'Ortodossia e di movimenti, sette o organizzazioni che discendono dal protestantesimo ma non s'identificano con esso, anzi lo detestano, come il restaurazionismo.

## Differenze dottrinali rispetto al cattolicesimo

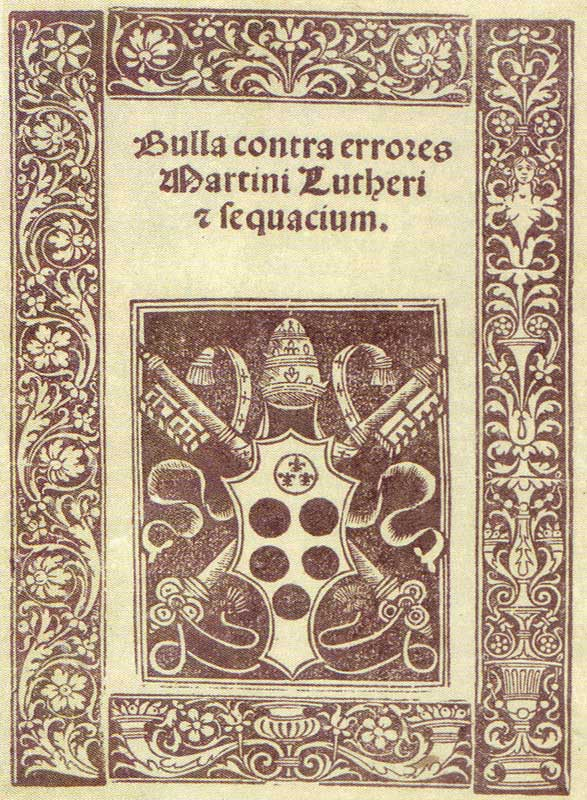
La bolla Exsurge Domine emessa da Leone X contro gli scritti di Lutero

Il tentativo di Lutero e di vari teologi che l'hanno preceduto di riformare la Chiesa cattolica, criticando gli abusi e la mondanità della stessa in epoca medievale, fu caratterizzato dalla formulazione di dottrine e teorie contrarie o comunque diverse rispetto alla tradizione cattolica di Roma; la doppia affermazione di Lutero, secondo cui la salvezza si può ottenere solamente con la fede in Gesù Cristo e non con le buone azioni, insieme all'accusa rivolta verso il pontefice di essere l'Anticristo (successivamente condivisa anche dagli altri protestanti), avrebbe presto scatenato le ire del Vaticano.
I riformatori più colti utilizzavano la stampa a caratteri mobili progettata da Johannes Gutenberg per divulgare le loro idee nei rispettivi paesi, facendo appello alla popolazione di ribellarsi nei confronti di Roma. L'arma maggiormente efficace per farsi ascoltare dai loro contemporanei fu paradossalmente la Bibbia stessa; le profezie dell'Antico Testamento e l'Apocalisse di Giovanni giocarono un ruolo fondamentale in questa battaglia teologica, sicché veniva chiesto ai fedeli di allontanarsi da "Babilonia" (cioè la Chiesa cattolica) e dall'"Anticristo" (il papa) che si era arrogato il trono di Dio.
Lutero e gli altri, tra cui Huldrych Zwingli, proseguirono con le loro critiche, soffermandosi su aspetti dottrinali di diversa natura: le indulgenze, il purgatorio, la devozione verso i santi, il celibato ecclesiastico, il monachesimo, l'ecclesiologia e i sacramenti (soprattutto l'Eucaristia). Tutto ciò agli occhi della Chiesa cattolica era in odore di eresia e le conseguenze sarebbero state distruttive per ambedue le fazioni.

### Rapporti con ortodossi e altri cattolici
Al contrario, la Chiesa ortodossa e le chiese dell'Oriente cristiano non hanno mai mostrato un'avversione autentica né particolare interesse per i protestanti; le ragioni di questa noncuranza sono dovute principalmente all'occidentalità della Riforma protestante e del protestantesimo, il quale si è largamente diffuso nelle Americhe, in Oceania e in alcune zone dell'Africa, limitando i contatti con l'Oriente. Vanno considerate anche le differenze linguistiche oltre che storico-geografiche. Oggigiorno l'Ortodossia tende a considerare le chiese che non condividono la Tradizione Apostolica come "sette" o "culti", forme corrotte di cristianesimo, non eresie vere e proprie. Di recente nei paesi dell'ex URSS, specie quelli a maggioranza ortodossa, si è sviluppata una sorta di ostilità nei confronti dei protestanti, soprattutto evangelici e pentecostali, dovuta al tentativo di evangelizzazione da parte di questi ultimi nei confronti dei cristiani ortodossi con l'obbiettivo di farli diventare evangelici o pentecostali (un atteggiamento che per gli ortodossi meno aperti rientra nel fanatismo religioso) e al crescente nazionalismo slavo.
I cattolici tradizionalisti si dimostrano invece critici verso il protestantesimo e la Riforma, accusando i cristiani protestanti di aver commesso degli errori in ambito teologico e liturgico. In genere questi cattolici tendono ad esibire e celebrare in maniera anche molto vistosa alcuni aspetti del cattolicesimo combattuti dalla Riforma protestante, come l'utilizzo delle immagini, la messa in latino e lo sfarzo dei paramenti sacri.

## Storia

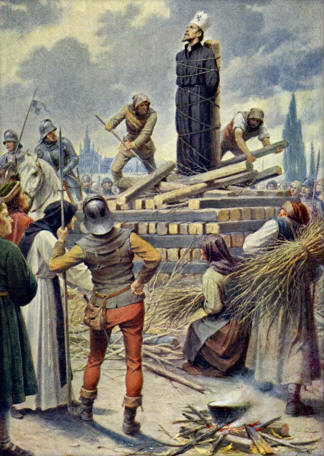
Rappresentazione immaginaria della morte di Jan Hus sul rogo

### Persecuzioni avvenute prima della Riforma
I primi protestanti ad essere condannati eretici e perseguitati dai cattolici furono i valdesi, accusati di eresia ben due volte e inizialmente soppressi con le armi dai cattolici: nel 1211 più di 80 cristiani valdesi bruciarono sul rogo a Strasburgo, un massacro che avrebbe anticipato molti secoli di sofferenza per i valdesi, i quali ne uscirono decimati (il movimento è quasi scomparso).
Durante il Concilio di Costanza il teologo Jan Hus fu condannato al rogo e ucciso nel 1415. Egli aveva assunto delle posizioni molto critiche nei confronti del potere ecclesiastico e l'infallibilità del pontefice, posizioni vicine a quelle di John Wyclif e dei valdesi. In seguito le sue opinioni influenzarono, tra gli altri, Martin Lutero. Anche i suoi seguaci, gli hussiti, subirono l'opposizione di Roma con una crociata originatasi dalla defenestrazione di Praga nel 1419.

### Controriforma, eresie e guerre di religione
Dopo la condanna di eresia emessa nel 1521 da papa Leone X nei confronti di Lutero e delle sue tesi con la promulgazione della bolla Decet Romanum Pontificem, vari principi tedeschi decisero di aderire al luteranesimo per liberarsi dal controllo politico e finanziario di Roma, proteggendo sia il riformatore che i suoi seguaci. Federico il Saggio per primo si offrì di proteggere Lutero a Wartburg (in seguito Lutero si sarebbe appellato al diritto divino dei re per fermare la guerra dei contadini tedeschi una volta tornato a Wittenberg).
Il luteranesimo, insieme a zwinglianesimo e calvinismo, si diffuse rapidamente nell'Europa settentrionale e nel mare del Nord.

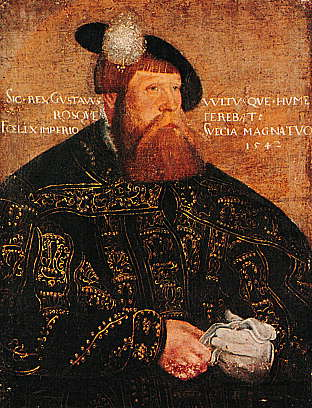
Gustav Vasa, re di Svezia, ritratto da Jacob Binck (1542).
Fu uno dei primi sovrani europei a rompere definitivamente i rapporti con il papato.

L'intera Scandinavia adottò la fede luterana poco più tardi la scomunica di Lutero, in seguito alla predicazione in territorio svedese di Olof Persson. Nel 1523 il nobile Gustav Vasa conquistò il trono svedese e interruppe ogni tipo di rapporto con Roma dopo essersi intromesso negli affari ecclesiastici svedesi. Quattro anni dopo, alla Dieta di Västerås, Gustavo I impose il proprio dominio su ogni bene della chiesa nazionale. In Danimarca il sovrano Federico I e suo figlio Cristiano III abbandonarono progressivamente il cattolicesimo in favore della fede luterana; Cristiano III nel 1536 azzerò totalmente l'autorità dei vescovi cattolici in Danimarca con l'aiuto dell'assemblea nazionale.
In Inghilterra, successivamente al rifiuto espresso da papa Clemente VII di annullare le nozze tra il re Enrico VIII e Caterina d'Aragona in favore di un secondo matrimonio con Anna Bolena (vicenda in cui ci fu la partecipazione di Thomas More), Enrico VIII nel 1529 rivendicò alcuni poteri esclusivi del papa, come la nomina dei vescovi, e si sposò comunque con Anna; il secondo matrimonio e la dissoluzione del primo vennero entrambi approvati dall'arcivescovo di Canterbury, all'epoca Thomas Cranmer. Clemente VII scomunicò il re inglese, che ribatté emanando l'Atto di Supremazia (1534), un provvedimento legislativo grazie al quale Enrico VIII e tutti i successivi re d'Inghilterra sarebbero divenuti capi supremi della Chiesa anglicana. Le conseguenze politiche ed economiche di tale atto furono presto evidenti: tutti i pagamenti che prima erano versati al papa ora venivano versati alla corona.

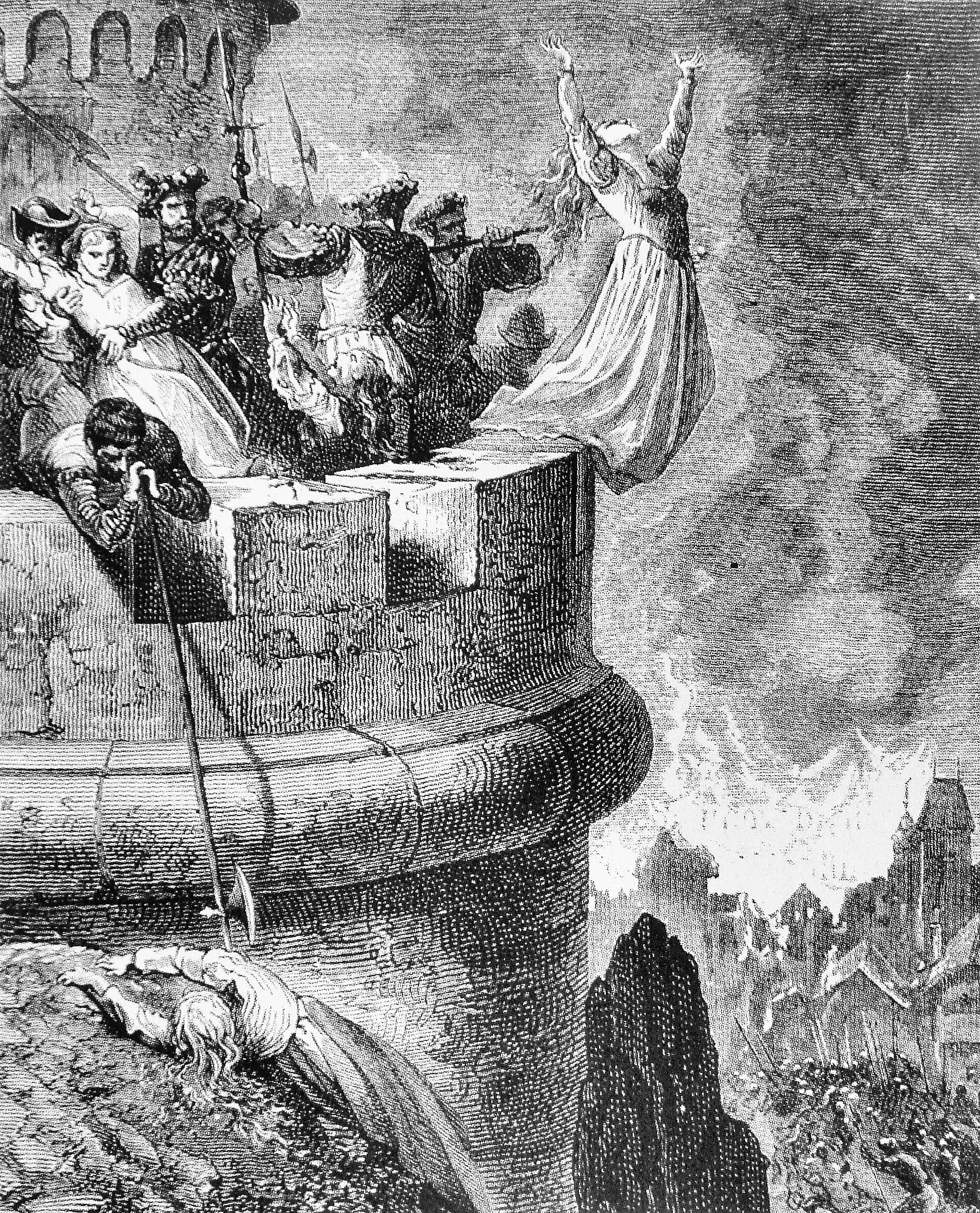
Il massacro dei valdesi di Mérindol così come immaginato da Gustave Doré (1832-1883)

Dopo le iniziali condanne di eresie formulate dalla Chiesa di Roma nei confronti dei riformatori protestanti e lo scisma anglicano, dal 1545 venne avviata la Controriforma, i cui protagonisti furono l'Ordine dei Gesuiti e l'Inquisizione romana. Nello stesso anno il cattolico Francesco I di Francia ordinò alle sue truppe di uccidere tutti i valdesi della Provenza; l'episodio più noto di questa offensiva è il massacro di Mérindol, insieme al massacro di Lacoste (Vaucluse), in cui centinaia o forse migliaia di valdesi vennero assassinati e vari villaggi rasi al suolo. A partire da questo periodo la Germania centrale e nordorientale diventò protestante, mentre la parte meridionale ed occidentale restò prevalentemente cattolica. 
Nel 1547 l'imperatore Carlo V sconfisse la Lega di Smalcalda, un'alleanza di principi protestanti che volevano proteggere i loro territori e sudditi dai cattolici.
Anche in Italia i valdesi furono aspramente perseguitati: prima dall'Inquisizione con la strage dei Valdesi di Calabria (1561), e poi dai soldati cattolici del Ducato di Savoia in Piemonte durante le Guerre sabaudo-valdesi, che perpetrarono le Pasque piemontesi (1655), la serie di massacri più nota al riguardo.
In Francia, dove i calvinisti presero il nome di Ugonotti, ci furono delle vere e proprie guerre di religione tra protestanti e cattolici, scaturite dal caso dei manifesti, una controversia legata ad alcune critiche nei confronti dell'Eucaristia cattolica, ben presto diffusa nell'intera nazione. Francesco I reagì istituendo la Camera ardente, un tribunale speciale per giudicare protestanti e ugonotti; migliaia di questi ultimi emigrarono in massa verso paesi più tolleranti, come la Germania e la Svizzera (Giovanni Calvino si stabilì a Ginevra).

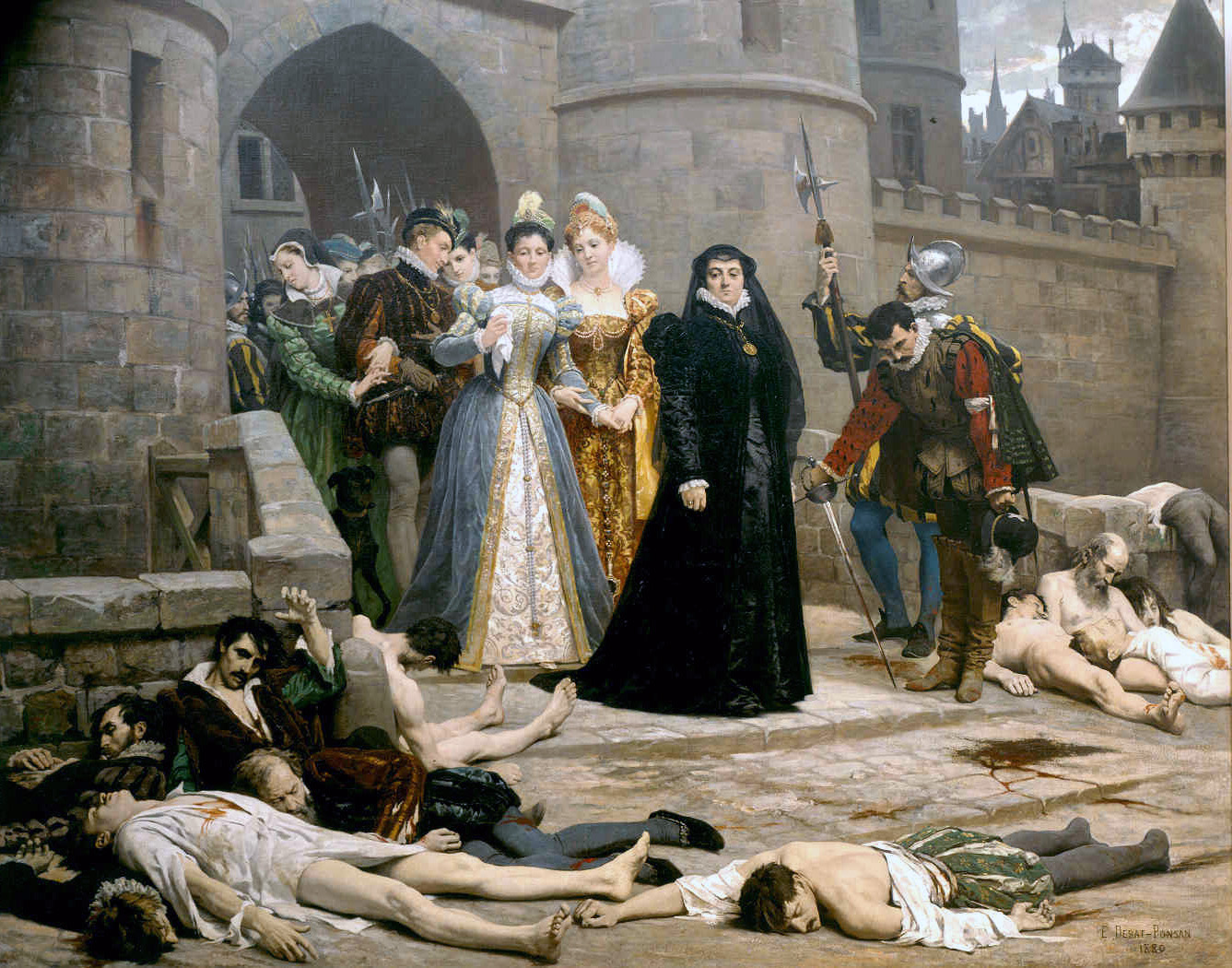
Caterina de Medici osserva i cadaveri degli ugonotti dopo la strage di san Bartolomeo nell'opera di Édouard Debat-Ponsan, 1880, Musée d'art Roger-Quilliot

Nonostante la persecuzione antiprotestante condotta da Francesco I e dal figlio Enrico II poi, la Riforma in territorio francese riuscì comunque ad espandersi, raggiungendo l'interesse sia della borghesia che della nobiltà francese, scocciate e oppresse dall'ostinazione e dal compiacimento della Chiesa cattolica.
Col passare degli anni il protestantesimo francese assunse un carattere politico molto differente, reso ancor più ovvio dalla conversione di aristocratici negli anni 1550; in questo contesto si svilupparono le guerre di religione. Lo sdegno e le atrocità commesse dai soldati delle varie fazioni segnarono questo periodo di debolezza e di guerre civili continue, e divenne presto emblematica a tal proposito la strage di san Bartolomeo, che vide morire sotto le lame cattoliche tra i 5000 e i 30 000 ugonotti. Il conflitto si concluse nel 1598 con l'editto di Nantes. 
Situazione completamente diversa in Spagna, dal momento che ogni tentativo di divulgare testi protestanti o traduzioni della Bibbia veniva stroncato sul nascere dall'Inquisizione spagnola sotto il regno di Filippo II. Coloro che si rifiutavano di abiurare, come Rodrigo de Valer, erano condannati all'ergastolo. Il disprezzo per i protestanti di Filippo II sarebbe stata una delle cause che avrebbe condotto allo scoppio della guerra degli ottant'anni contro le Diciassette Province, desiderose di liberarsi dal cattolicesimo per abbracciare il calvinismo e l'indipendenza politica; dopo la fine delle battaglie nacque la Repubblica delle Sette Province Unite, a maggioranza protestante.
Nel Seicento, dopo la guerra dei trent'anni e la pace di Westfalia che pose fine al conflitto, la Chiesa cattolica aveva definitivamente perso, insieme a diversi possedimenti territoriali e aree d'influenza nell'Europa centrale, la sua importanza nelle questioni politiche e militari degli Stati europei, divenuti ormai autonomi rispetto al potere ecclesiastico, anche per merito della Riforma.

### Età contemporanea

#### Persecuzioni nell'Italia fascista
I protestanti italiani, a partire dalla promulgazione delle leggi razziali fasciste nel 1938, vennero fortemente discriminati e perseguitati insieme ad altri gruppi religiosi e minoranze presenti in Italia, con il supporto della Chiesa cattolica; tra le denominazioni protestanti che subirono questi soprusi ci furono i pentecostali. Nel 2014 papa Francesco ha chiesto scusa per i crimini commessi dai fascisti nei confronti di questi ultimi in occasione di una visita alla chiesa pentecostale di Caserta.

#### Strumentalizzazioni e resistenza nel terzo Reich

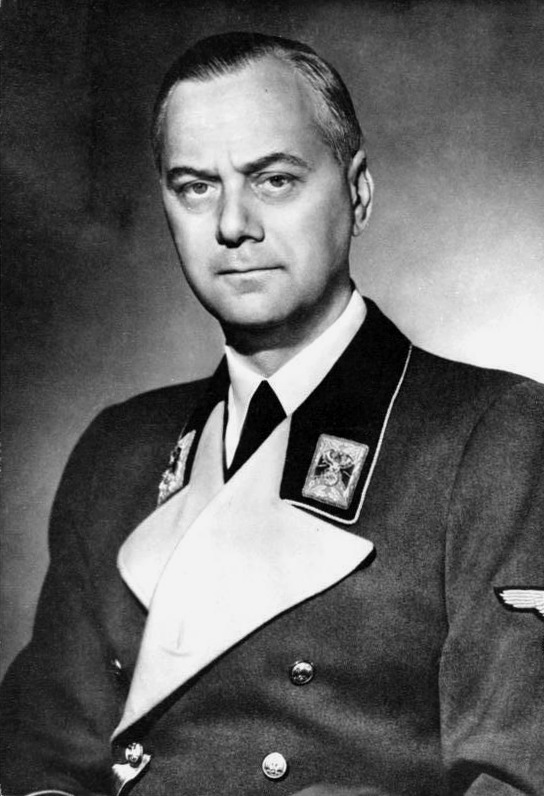
Alfred Rosenberg, filosofo del nazismo. Pianificò lo "sterminio di ogni fede cristiana straniera importata in Germania", auspicando di sostituire la Bibbia e la croce con il Mein Kampf e la svastica.

Hitler e i suoi seguaci in Germania cercarono di costruire una "terza via" religiosa, una forma di cristianesimo compatibile con il nazismo, separata da tutte le altre chiese, conosciuta come "cristianesimo positivo", propugnata soprattutto dal movimento dei Cristiani Tedeschi. In realtà l'obiettivo era sempre politico: Hitler voleva ridurre l'influenza delle altre chiese, principalmente di quella cattolica, per ottenere un maggiore controllo sulla popolazione tedesca e facilitare la realizzazione dei suoi piani.
Rispetto ad altri regimi presenti nei primi anni del XX secolo, il nazismo era particolarmente ostile nei confronti del cristianesimo e si scontrava con quest'ultimo per l'evidente differenza di idee in vari aspetti. Il nazismo considerava ideali cristiani come l'umiltà e la coscienza degli ostacoli rispetto ai violenti istinti necessari per sconfiggere le "altre razze".
Sir Alan Bullock, autore di una biografia su Hitler, affermò che quest'ultimo, sebbene fosse stato educato come cattolico, "non credeva né in Dio né nella coscienza".
(A. Bullock, estratto da Hitler: A Study in Tyranny, Harper Perennial, 1991 (ristampa), pp. 2-18. ISBN 978-0-06-092020-3.)
Michael Phayer, storico e professore emerito dell'università gesuita Marquette University, scrisse che a partire dagli anni trenta l'obbiettivo di Hitler era la "totale eliminazione del cattolicesimo e della religione cristiana". Secondo lo storico austriaco Geoffrey Blainey sia Hitler che Mussolini erano atei, ma Hitler non lo dichiarò mai pubblicamente perché traeva vantaggio dalla strumentalizzazione del cristianesimo e dalla paura che i tedeschi avevano all'epoca per l'ateismo militante di molti comunisti nell'Unione Sovietica.
Il nazismo godette di numerosi favori grazie all'iniziale supporto del cristianesimo. Durante la prima e la seconda guerra mondiale, i leader delle Chiese protestanti tedesche utilizzarono gli scritti di Lutero per giustificare il nazionalismo tedesco. In occasione del 450º anniversario dalla morte di Lutero, avvenuto pochi mesi dopo la presa di potere da parte del Partito Nazista (1933), ci furono celebrazioni su larga scala condotte sia dall'NSDAP che dalle Chiese protestanti. Lo svizzero Karl Barth, uno dei più importanti teologi riformati dell'epoca, si oppose vigorosamente a questa strumentalizzazione delle opere di Lutero effettuata dall'Impero tedesco prima e dal terzo Reich poi, quando affermò che i nazisti le usavano per glorificare lo Stato e l'assolutismo: Il popolo tedesco soffre sotto il suo errore della relazione tra legge e bibbia, tra potere secolare e spirituale, in cui Lutero divise lo Stato temporale dalla spiritualità interna, limitando così la possibilità individuale o della chiesa di opporsi alle azioni dello Stato, considerato nell'era di Lutero uno strumento ordinato da Dio. Nel febbraio 1940 Barth accusò i protestanti tedeschi di aver diviso gli insegnamenti della Bibbia da quelli contenuti nella stessa riguardo allo Stato, legittimando così l'ideologia nazista.

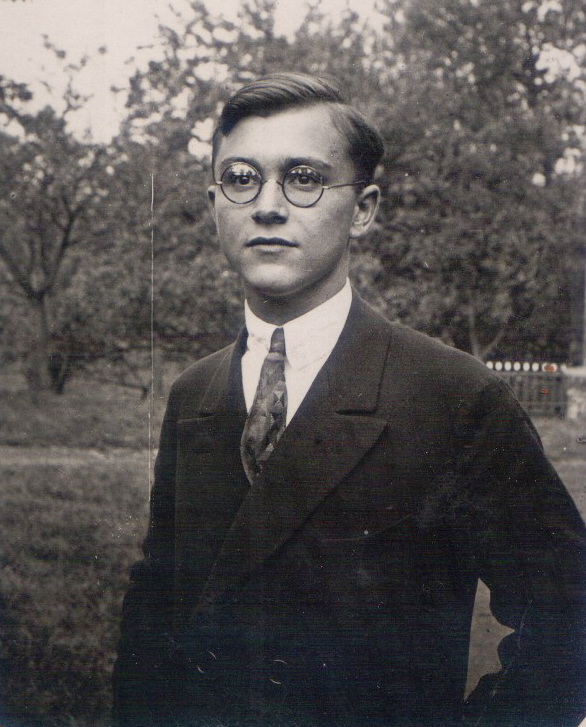
Wilhelm Rott, teologo della Chiesa confessante e partigiano tedesco

Il gruppo di pressione protestante più numeroso di cristiano-nazisti fu quello dei Cristiani Tedeschi, votato al cristianesimo positivo e al führerprinzip, insieme all'antisemitismo e al rifiuto delle radici ebraiche del cristianesimo. La diffusione soprattutto giovanile di questo movimento portò ad uno scisma all'interno della Chiesa evangelica tedesca, facendo nascere nel 1934 la Chiesa confessante, che si opponeva alla nazificazione della Chiesa evangelica. Barth nello stesso anno, insieme a 138 delegati delle 26 chiese provinciali luterane-evangeliche, scrisse la dichiarazione di Barmen, un documento con cui tali chiese si opponevano sia al movimento dei Cristiani Tedeschi (additati di eresia da Barth) che alla sottomissione del protestantesimo nei confronti del Reich, e quindi contro il nazismo. Lo scopo primario di tale documento teologico era di formare una unione confessionale di resistenza antinazista; le chiese che ne entrarono a far parte erano luterane, riformate e unite. Alcuni vertici della Chiesa confessante vennero perseguitati dai nazisti e deportati nei lager, come Martin Niemöller ed Heinrich Grüber; il pastore luterano Dietrich Bonhoeffer venne rinchiuso inizialmente nella prigione di Tegel, poi nel campo di concentramento di Buchenwald ed infine in quello di Flossenbürg, dove venne impiccato. Altri rischiarono la vita per aiutare gli ebrei a nascondersi durante la guerra, offrendo le proprie carte d'identità e libretti, falsificati in seguito e donati agli ebrei per renderli cittadini tedeschi agli occhi delle autorità. Molti membri della Chiesa confessante vennero scoperti e processati, inclusi il giurista Franz Kaufmann, morto con un colpo di pistola alla testa, ed Helene Jacobs, fatta prigioniera.

### Nel resto dell'Europa
Il Regno d'Ungheria fu molto tollerante verso il protestantesimo. Moltissimi ungheresi si convertirono e abbandonarono la fede cattolica, percepita lontana dai bisogni del popolo dopo la battaglia di Mohács (1526). Mentre le minoranze tedesche e slovacche abbracciarono gli insegnamenti di Lutero, il calvinismo fu ampiamente accettato dagli ungheresi etnici. Tuttavia la Controriforma superò anche i confini del Regno, riportando nelle file cattoliche la maggior parte della popolazione; i protestanti rimasero in minoranza.
Con la Dieta di Turda (1558) nel Principato di Transilvania venne concesso ai cittadini di praticare sia il cattolicesimo che il luteranesimo, ma il calvinismo fu proibito. Nel 1568 la libertà religiosa venne estesa sia ai calvinisti che ad altre confessioni cristiane, tra cui l'unitarianismo. La guerra dei trent'anni vide schierarsi il Regno d'Ungheria con i cattolici, almeno fino a quando il Principato di Transilvania non supportò i paesi protestanti.

#### Lotte religiose in Irlanda
L'isola dell'Irlanda e l'Irlanda del Nord sono state attraversate per lungo tempo da conflitti tra irlandesi e inglesi, accentuatisi ulteriormente dopo che Enrico VIII concesse l'autorità religiosa del territorio all'anglicana Chiesa d'Irlanda; l'ostilità nei confronti dei protestanti in Irlanda era dovuta però anche a motivi patriottici e comunalisti. L'Inghilterra elisabettiana, nonostante gli sforzi, fallì nel cercare di convertire il popolo irlandese (a maggioranza cattolico) al protestantesimo, reagendo con azioni politiche quali la confisca dei beni, la deportazione degli irlandesi e il ripopolamento dei terreni confiscati. Espropriando i cattolici irlandesi delle loro proprietà e inserendovi al loro posto i protestanti, il governo avviò una politica di proselitizzazione, stabilendo tra l'altro la giurisdizione inglese nell'isola.
I gesuiti contrattaccarono, inviando ecclesiastici addestrati appositamente per indurre il popolo irlandese a rimanere dentro l'"antica religione" (i loro propositi furono favoriti dal fatto che il cattolicesimo era ed è tutt'oggi la fede dominante in Irlanda). L'opera dei gesuiti e la politica elisabettiana crearono un nuovo assetto ideologico-religioso nell'isola: il cattolicesimo veniva identificato col nativismo irlandese e l'attaccamento alla terra, mentre il protestantesimo con lo Stato inglese. Da questo momento la fede cattolica venne considerata una possibile minaccia per la stabilità del regno, sebbene fu in seguito tollerata dalla regina Elisabetta I d'Inghilterra e concesso il culto cattolico in privato.

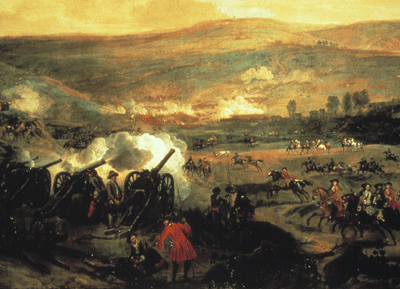
Battaglia di Boyne, dipinto di Jan Wyck, 1693 ca.

Le leggi penali irlandesi promulgate nel XVII secolo servirono inizialmente come mezzo per costringere gli irlandesi nativi a conformarsi con la chiesa di Stato, escludendo dalle cariche pubbliche sia cattolici che protestanti dissidenti e delimitando le proprietà terriere, ma più tardi, anche sotto il dominio di Elisabetta I, vennero strumentalizzate per confiscare i beni ai cattolici e donarli ai protestanti inglesi o scozzesi. Tali privilegi riservati ai protestanti inasprirono l'odio dei cattolici irlandesi (le leggi penali inoltre erano molto severe: i violatori potevano essere giustiziati o ridotti in schiavitù). L'antiprotestantesimo irlandese degli anni 1536-1691 era quindi più che mai una forma di ostilità nei confronti del colonialismo inglese all'interno dell'isola, sebbene ci siano poesie irlandesi risalenti a questo periodo che deridono o sminuiscono il protestantesimo e i suoi aspetti dottrinali. Questa mistura di resistenza patriottica e dissapore religioso condusse presto a fatti di sangue come quelli avvenuti durante la ribellione irlandese del 1641, in cui numerosi coloni protestanti vennero massacrati. Le antipatie degli anni seguenti furono alimentate dai reciproci crimini commessi nello scenario della guerra degli undici anni.
Le leggi penali contro cattolici e presbiteriani vennero ristabilite nei primi anni del Settecento, per timore che i cattolici si sarebbero alleati con i giacobiti dopo la guerra guglielmita, e rientrarono lentamente in vigore anche nel 1771-1829. Al tempo del penalismo i presbiteriani e altri protestanti dissidenti abbandonarono l'Irlanda e si stabilirono in paesi diversi; 250 000 di loro, quasi tutti originari dell'Ulster, raggiunsero il Nuovo Mondo tra il 1717 e il 1774. In patria i conflitti settari tra cattolici e protestanti, motivati da diritti di proprietà terriera e di commercio (cfr. Difensori (Irlanda), Ordine di Orange e Peep o' Day Boys), continuarono ad esserci per il resto del secolo. Gli anni 1820-1830 videro un maggiore tentativo di evangelizzazione protestante diretta ai cattolici, che reagirono con grande risentimento.

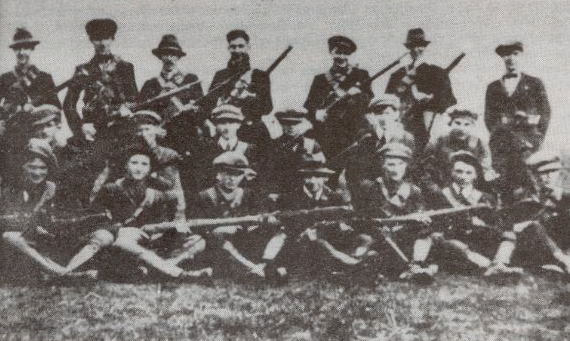
Brigata dell'IRA durante la guerra d'indipendenza irlandese

L'antiprotestantesimo nel nazionalismo irlandese moderno è solitamente un carattere più patriottico che religioso, ed è dovuto a ideologie politiche come l'unionismo e l'opposizione all'home rule o l'indipendenza irlandese, con le quali s'identificano i protestanti. Nell'Irlanda del Nord, sin dalla fondazione dello Stato Libero d'Irlanda nel 1921, i cattolici, principalmente nazionalisti, furono vittime di una discriminazione sistematica da parte della maggioranza protestante unionista. Anche in questo caso il mescolamento dell'identità religiosa con quella nazionale di entrambe le fazioni rinforzò i pregiudizi anticattolici e antiprotestanti nella provincia. Nello specifico l'accettazione della bolla Ne Temere ai primordi del XX secolo evidenziò l'antiprotestantesimo irlandese, dal momento che tale bolla imponeva ai figli nati da matrimoni tra cattolici e protestanti di ricevere un'educazione cattolica. I protestanti nordirlandesi hanno a lungo sostenuto che la loro libertà religiosa sarebbe stata messa in pericolo dall'Irlanda del 32 County Sovereignty Movement, credenza dovuta al fatto che nella costituzione irlandese ci sarebbe un "posto speciale" per i cattolici.

### Accuse riguardo alla leggenda nera
I cristiani protestanti, insieme agli illuministi, vengono additati da alcuni revisionisti come Kamen di essere stati una delle cause che avrebbe dato origine alla leggenda nera dell'Inquisizione nell'Impero spagnolo.

### Storiografia
- (EN) Lucy Bates, The Limits of Possibility in England's Long Reformation, in Historical Journal, vol. 53, n. 4, 2010,  pp. 1049-1070.
- (EN) Brendan Bradshaw, The Reformation and the Counter-Reformation, in History Today, vol. 33, n. 11, 1983,  pp. 42-45.
- (EN) Thomas A. Brady, Jr., People's Religions in Reformation Europe, in The Historical Journal, vol. 24, n. 1, 1991,  pp. 173-82.
- (EN) Wietse De Boer, An Uneasy Reunion The Catholic World in Reformation Studies, in Archiv für Reformationsgeschichte, 100,, 2009,  pp. 366-387.
- (EN) A. G. Dickens e John M. Tonkin (a cura di), The Reformation in Historical Thought, Harvard University Press, 1985.
- (EN) C. Scott Dixon, Contesting the Reformation, Wiley, 2012, ISBN 9781118272305.
- (EN) Ronald H. Fritze, The English Reformation: Obedience, Destruction and Cultural Adaptation, in Journal of Ecclesiastical History, vol. 56, n. 1, 2005,  pp. 107-115.
- (EN) Christopher Haigh, The recent historiography of the English Reformation, in The Historical Journal, vol. 25, n. 4, 1982,  pp. 995-1007.
- (EN) Christopher Haigh, The English Reformation: A Premature Birth, a Difficult Labour and a Sickly Child, in The Historical Journal, vol. 33, n. 2, 1990,  pp. 449-459.
- (EN) Christopher Haigh, Catholicism in Early Modern England: Bossy and Beyond, in The Historical Journal, vol. 45, n. 2, 2002,  pp. 481-494. Ospitato su JSTOR.
- (EN) Simo Heininen e Otfried Czaika, Wittenberg Influences on the Reformation in Scandinavia, su European History Online, Mainz, Institute of European History, 2010.
- (EN) R. Po-Chia Hsia (a cura di), A Companion to the Reformation World, 2006. Raccolta di 29 saggi di studiosi.
- (EN) R. Po-chia Hsia, Reformation on the Continent: Approaches Old and New, in Journal of Religious History, vol. 28, n. 2, 2004,  pp. 162-170.
- (EN) R. Po-Chia Hsia, The Myth of the Commune: Recent Historiography on City and Reformation in Germany, in Central European History, vol. 20, n. 3, 1987. Ospitato su JSTOR.
- (EN) Susan C Karant-Nunn, Changing One's Mind: Transformations in Reformation History from a Germanist's Perspective, in Renaissance Quarterly, vol. 58, n. 2, 2005,  pp. 1101-1127. Ospitato su JSTOR.
- (EN) Diarmaid MacCulloch, The Impact of the English Reformation, in The Historical Journal, vol. 38, n. 1, 1995,  pp. 151-153.
- (EN) Diarmaid MacCulloch, Mary Laven e Eamon Duffy, Recent Trends in the Study of Christianity in Sixteenth-Century Europe, in Renaissance Quarterly, vol. 59, n. 3, 2006,  pp. 697-731.
- (EN) Guido Marnef, Belgian and Dutch Post-war Historiography on the Protestant and Catholic Reformation in the Netherlands", Archiv für Reformationsgeschichte, vol. 100, 2009,  pp. 271-292.
- (EN) Peter Marshall, (Re)defining the English Reformation, in Journal of British Studies, vol. 48, n. 3, 2009,  pp. 564-586.
- (EN) Silvana Seidel Menchi, The Age of Reformation and Counter-Reformation in Italian Historiography, 1939-2009, in Archiv für Reformationsgeschichte, vol. 100, 2009,  pp. 193-217.
- (EN) Marcel Nieden, The Wittenberg Reformation as a Media Event, su European History Online, Mainz, Institute of European History, 2012.
- (EN) Tom Scott, The Common People in the German Reformation, in The Historical Journal, vol. 24, n. 1, 1991,  pp. 183-192. Ospitato su JSTOR.
- (EN) Tom Scott, The Reformation between Deconstruction and Reconstruction: Reflections on Recent Writings on the German Reformation, in German History, vol. 26, n. 3, 2008,  pp. 406-422.
- (EN) Alexandra Walsham, The Reformation and 'The Disenchantment of the World' Reassessed, in Historical Journal, vol. 51, n. 2, 2008,  pp. 497-528.
- (EN) Merry Wiesner-Hanks, Gender and the Reformation, in Archiv für Reformationsgeschichte, vol. 100, 2009,  pp. 350-365.